# TopTenReviews
TopTenReviews (TTR) é website que agrega matérias sobre software, hardware, serviços de internet, música, filmes e jogos eletrônicos de outros sites e publicações. Fundado por Jerry Ropelato em 2003, TTR é, desde maio de 2008, um dos mais populares sites de sua área devido ao seu tamanho e tráfico, com o maior banco de dados online de matérias sobre mídias. O site alcançou no Alexa a posição 1.012 na categoria dos Estados Unidos e a 1.980 mundialmente, em 17 de março de 2010. O site foi nomeado a finalista na categoria de e-comércio do American Business Awards em 2007. Alguns de seus concorrentes principais incluem Rotten Tomatoes e Metacritic.
O site converte matérias críticas de vários sistemas de pontuação (como de 100 pontos, de 10 pontos, de GPA) a uma escala geral de quatro estrelas com quatro casas decimais (ex: 0,0000 a 4,0000), e então lista os produtos da mídia baseado nesta escala.
O objetivo do TopTenReviews é passar informações em produtos e poupar o tempo e dinheiro dos consumidores ao compará-los primeiro.